# Friedrich Buchmayr
Friedrich Buchmayr (* 1959 in Linz) ist ein österreichischer Autor, Bibliothekar, Germanist und Publizist.

## Leben
Buchmayr studierte Germanistik und Publizistikwissenschaft an der Universität Salzburg und promovierte 1986 in Salzburg mit einer Arbeit über den Schlager als Zerrbild des Volkslieds, dargestellt am 'Wienerlied' von 1800 bis 1914.
Seit 1987 ist er Bibliothekar in der Stiftsbibliothek St. Florian, seit 2003 auch Mitarbeiter am Projekt „OÖ. Landesmuseum 1938–1955 / Sonderauftrag Linz“ der Universität Linz, das sich mit der Problematik der Raubkunst in Oberösterreich beschäftigt. Er ist außerdem Herausgeber des Jahrbuchs des Adalbert-Stifter-Institutes des Landes Oberösterreich und seit 1996 Mitglied in der Jury des literarischen Jahrbuchs der Stadt Linz „Facetten“.
Buchmayr ist hervorgetreten mit zahlreichen Arbeiten zur Bibliotheks- und neueren Literaturgeschichte, 2003 auch mit einer Biografie des Wiener Kirchenhistorikers Johannes Hollnsteiner, eines Freundes des österreichischen Bundeskanzlers Kurt Schuschnigg.
In der Literaturgeschichte bilden August Strindbergs Beziehungen zu Österreich einen seiner Schwerpunkte. Neben seinen Veröffentlichungen auf diesem Gebiet konzipierte er hierzu auch die Ausstellung Die andere Welt – August Strindberg in Oberösterreich (Linz und Stockholm, 1993), außerdem entstand auf seine Initiative und nach seiner Konzeption das bislang einzige Strindbergmuseum außerhalb Schwedens, das Strindbergmuseum Saxen in der Marktgemeinde Saxen in Oberösterreich. Dieses Museum wurde 1998 mit dem schwedischen Strindbergpreis ausgezeichnet.

## Werke
Neben zahlreichen Artikeln in Fachzeitschriften und 16 Beiträgen im Biographisch-Bibliographischen Kirchenlexikon veröffentlichte Buchmayr folgende Bücher:
- Friedrich Buchmayr: August Strindberg und Frida Uhl, Wenn nein, nein! Briefwechsel 1893–1902. Ausgewählt, übersetzt und herausgegeben von Friedrich Buchmayr, Weitra 1993.
- Friedrich Buchmayr: Der Priester in Almas Salon, Johannes Hollnsteiners Weg von der Elite des Ständestaats zum NS-Bibliothekar. Weitra 2003.
- Birgit Kirchmayr, Friedrich Buchmayr, Michael John: Geraubte Kunst in Oberdonau (= Oberösterreich in der Zeit des Nationalsozialismus. Band 6). Linz 2007.
- Friedrich Buchmayr, Karl Rehberger, Friedrich Simader: Die Riesenbibel von St. Florian. Akademische Druck- und Verlags-Anstalt, Graz 2008, ISBN 978-3-201-01886-9.[2]
- Friedrich Buchmayr: Madame Strindberg oder die Faszination der Boheme. Residenzverlag, August 2011.
- Friedrich Buchmayr: Ein Ort von Welt. 13 europäische Reisende erleben das Stift St. Florian. Regensburg 2014, 197 Seiten.